# Deskriptiv forskning
Deskriptiv forskning eller deskriptiv statistik är motsatsen till teoretisk forskning. En deskriptiv nivå i kvalitativ forskning innebär att man håller sig nära råmaterialet (det grundläggande) och gör minimal tolkning i analysen. Man håller sig på samma nivå som intervjupersonen och representerar sedan inte materialet i form av tolkande begrepp. Tolkningsnivån är med andra ord låg. Man kan ha ett datamaterial som inte innehåller annat än deskriptiv tolkning. All forskning innehåller deskription i viss mån.

Det finns också kraftfulla kvalitativa analysprogram (CAQDAS; Computer-assisted qualitative data analysis software) som kan hantera deskriptiv kodning, till exempel NVivo. 